# Lijst van Konoha Jounin
Dit is een lijst van Jounin (hooggerankte ninja's) uit het dorp Konohakagure. Deze fictieve personages komen voor in de anime- en mangaserie Naruto.

## Tokubetsu Jounin (Speciale Jounin)

### Ebisu
Een privé-leraar van 28 jaar oud. Hij traint het jongetje Konohamaru in het zijn van een ninja, maar Uzumaki Naruto maakt meer indruk op Konohamaru. Konohamaru gaat mee trainen met Naruto, tot grote schrik van Ebisu, die Naruto ziet als de Demonenvos (Kyuubi, een monster dat in Naruto verzegeld zit) zelf. Hij probeert Konohamaru mee te nemen, maar Naruto doet zijn Harem Techniek (Haremu no Jutsu) waarmee hij verandert in een troep knappe, blote vrouwen. Ebisu valt totaal verbluft achterover. Later, na de eerste ronden van het Chuunin Examen, gaat Ebisu Naruto trainen in het lopen op water. Jiraiya neemt al snel zijn training over en leert Naruto nog veel meer dan Ebisu ooit had gekund. In Naruto Shippuuden, het tweede deel van Naruto, keert Ebisu terug als mentor van Konohamaru en zijn twee vriendjes Moegi en Udon. De naam van Ebisu komt van de Japanse god Ebisu, 'hij die over de kleine kinderen waakt'.

### Gekkou Hayate
Hayate was 23 jaar oud en een examinator op het Chuunin Examen (een examen voor laaggerankte ninja's om een hogere rank te bereiken). Hij is blijkbaar niet de gezondste, te merken aan de wallen onder zijn kleine ogen en zijn constante hoest. Hayate stond een keer 's nachts ergens buiten in de periode voordat het vechtonderdeel van het Chuunin Examen zou beginnen. Hij hoorde Baki van Sunagakagure (Hidden Village of Sand) praten met een paar anderen. Ze praatten over de geplande invasie van Konoha. Hayate luisterde hen af maar werd ontdekt, en Hayate gebruikte zijn Dance of the Crescent Moon (Mikazuki no Mai) om drie schaduwreplicaties te maken die met zwaarden in hun handen een dodelijke dans uitvoerden. Baki was onder de indruk, maar liet zich niet inmaken. Hayate werd simpelweg gedood. Zijn naam betekent 'maanlicht wervelwind'.

### Inuzuka Tsume
Tsume is de moeder van Inuzuka Kiba en zijn zus Inuzuka Hana. Ze vecht nooit zonder haar hond Kuromaru. Haar naam betekent 'klauw'.

### Mitarashi Anko
Anko was ooit de leerling van Orochimaru. Hij gebruikte haar voor zijn experimenten en verliet haar ten slotte. Anko is special-Jounin omdat ze veel weet over Orochimaru. Ze is jaren met hem samen geweest. De 24-jarige Anko heeft van Orochimaru precies dezelfde cursed seal gekregen als Uchiha Sasuke: De Cursed Seal of Heaven (Vervloekte Zegel van de Hemel). Ze weet dat iemand die het zegel krijgt 90 % kans heeft te sterven. Toen Orochimaru het zegel had bedacht, probeerde hij het uit op een groep van 10 mensen. Daarvan overleefde alleen Anko. 'Anko' en 'Mitarashi' zijn ingrediënten van een Japans gerecht, dango. Anko eet graag en vaak dango.

### Morino Ibiki
Ibiki was examinator op het Chuunin Examen (een examen voor laaggerankte ninja's om een hogere rank te bereiken). Hij leidde het schriftelijke onderdeel. Ibiki heeft daar ervaring mee omdat hij de ondervragingsexpert van Konoha is en dus vijanden van Konoha fysisch of psychisch martelt. Een grote groep mensen gaf dus ook op voor zijn onderdeel van het examen. Zijn naam betekent 'een diertje in het bos' en hij is 27 jaar oud.

### Namiashi Raido
Raido was de bodyguard van de Derde Hokage tijdens het vechtonderdeel van de Chuunin Examens, die in een grote arena plaatsvonden. In Naruto Shippuuden keert hij terug als Asuma Sarutobi's team vecht tegen Hidan en Kazuku (twee ninja's van de criminele organisatie Akatsuki). Hij helpt hen dan in de strijd.

### Shiranui Genma
Genma verving Gekkou Hayate als examinator op het vechtonderdeel van het Chuunin Examen. Later vecht hij samen met Raido tegen de Sound Five waarvan ze het bijna winnen, maar toch verliezen.

### Yamashiro Aoba
Aoba was een van de shinobi die hielp tijdens de invasie van Oto (Hidden Sound) en Suna (Hidden Sand) geleid door Orochimaru. Later vertelt hij Uchiha Sasuke dat zijn broer Uchiha Itachi in Konoha was, en Sasuke gaat direct naar Uzumaki Naruto omdat hij vermoedt dat Itachi Naruto komt ontvoeren. In Naruto Shippuuden keert hij terug als Asuma Sarutobi's team tegen Hidan en Kakuzu (twee slechte ninja's van de criminele organisatie Akatsuki) vechten. Hij helpt hen dan in de strijd.

## Jounin

### Aburame Shibi
Shibi is de vader van Aburame Shino, een jonge ninja die insecten gebruikt. Net zoals zijn zoon gebruikt ook Shibi insecten. Hij is maar een keer in de serie te zien geweest. Toen Shino vergiftigd was door de gifbommen van Kankurou (een ninja van de stad Suna) kwam Shibi hem helpen toen Shino dacht dat hij dood zou gaan.

### Akimichi Chouza
Chouza is de vader van Akimichi Chouji, een jonge ninja. Net zoals zijn zoon gebruikt Chouza zijn lichaamsomvang om te vechten. En hij houdt ook evenveel van eten als Chouji.

### Dan
Dan was de oom van de medicinale ninja Shizune en de vriend van Shizune's leraar Tsunade, een van de legendarische Sannin (ninja's op Kage-niveau). Tsunade was lang geleden heel verdrietig over de dood van haar broertje Nawaki, maar ze kon zich troosten bij Dan die ook net zijn zus was kwijtgeraakt. Dan vertelde Tsunade dat hij Hokage wilde worden, en Tsunade bewonderde hem. Tijdens een missie is te zien dat Dan ten slotte stervende is, en dat Tsunade hem nog probeert te genezen. Maar dan is het al te laat.

### Hyuuga Hizashi
Hizashi was de vader van Hyuuga Neji en de tweelingbroer van Hyuuga Hiashi, de vader van Hyuuga Hinata. Hizashi was binnen de familie Hyuuga lid van de 'Hyuuga-tak'. Hiashi was lid van de 'Hyuuga-hoofd'. De 'tak'-leden moesten te allen tijde 'hoofd'-leden beschermen. Daarom kregen ze een symbool op hun voorhoofd dat hun krachten verzegelde. Bovendien mochten 'tak'-leden nooit de allergeheimste technieken van de clan leren. Hizashi vond dit ontzettend dom en haatte daarom de meesten van de 'hoofd'-familie. Toen Hyuuga Hiashi een ninja van het dorp Kumo (Wolk) doodde om zijn dochter te redden, eiste Kumo Hyuuga Hiashi's dode lichaam op. Anders zou er oorlog komen. Hizashi redde zijn broer door zijn plaats in te nemen, niet om dat 'tak'-leden 'hoofd'-leden horen te beschermen, maar om zijn broer te redden. Hizashi vroeg Hiashi Neji de reden van zijn dood te vertellen, en hem uit te leggen dat het lot veranderd kan worden. Neji vatte zijn vaders dood echter niet zo op en pas toen Hiashi veel later Neji vertelde wat zijn broer hem had verteld, begreep Neji het en haatte de 'hoofd'-familie niet meer.

### Nara Shikaku
Shikaku is de vader van Nara Shikamaru, een jonge ninja die zijn schaduw kan manipuleren. Shikaku kan eveneens zijn schaduw manipuleren en heeft dezelfde mening over vrouwen als zijn zoon: ze zijn volgens hem lastig en willen altijd gelijk hebben.

### Shizune
Shizune is een getalenteerde medicinale ninja en de leerling van Tsunade. Jaren geleden verliet ze Konoha met Tsunade. Tsunade wilde haar trainen omdat zij de nicht was van Tsunade's oude liefde Dan. Shizune is een van de weinigen die Tsunade echt vertrouwt. Ze is een rationele denker en maakt meestal eerst rustig een analyse voordat ze overgaat tot actie. Ook zorgt ze voor Tsunade's huisdier: het tamme biggetje Tonton.
Shizune lijkt naast Tsunade het wijze meisje dat een beetje voor haar meesteres opkomt als die impulsief iets wil. In Part II van de serie gaat ze ook meerdere keren met Tsunade in discussie.
In het gevecht gebruikt Shizune technieken die met gif te maken hebben als Poison Mist (Dokugiri) waarbij ze vergiftigd gas uit haar mond spuit. Ook vecht ze met vergiftigde naalden zoals bij de Hidden Mouth Needles (Fukumikuchi Hari) of ze verrast haar opponent met een schot naalden met haar Prepared Needle Shot (Shikomishindan).

### Uchiha Fugaku
Fugaku was de vader van Uchiha Sasuke en Uchiha Itachi, en de man van Uchiha Mikoto. Hij was kapitein van de Konoha Militaire Politie. Hij geloofde er sterk in dat in Itachi de toekomst van zijn clan lag, en deed er alles aan Itachi te helpen sterker te worden. Dat resulteerde wel in het feit dat hij zijn jongere zoon Sasuke nauwelijks aandacht gaf. Toen Itachi zich meer ging afsluiten van zijn clan richtte Fugaku zich tot Sasuke omdat er een kloof was ontstaan tussen hem en Itachi. Hij leerde Sasuke de vuurtechnieken waar zijn clan in gespecialiseerd is en zei Sasuke nooit in Itachi's voetstappen te treden. Later werd Fugaku vermoord door Itachi.

### Uchiha Mikoto
Mikoto was de moeder van Uchiha Sasuke en Uchiha Itachi, en de vrouw van Uchiha Fugaku. In tegenstelling tot haar wederhelft gaf zij wel aandacht aan Sasuke en minder aan Itachi. Ze vertelde Sasuke wel dat Fugaku, als hij alleen was, vaak meer over Sasuke praatte dan over Itachi. Mikoto werd later ook vermoord door Itachi.

### Yamanaka Inoichi
Inoichi is de vader van Yamanaka Ino en is lid van het senior InoShikaCho-trio (Hijzelf, Nara Shikaku en Akimichi Chouza). Shikaku en Chouza pesten Inoichi er vaak mee dat hij een dochter heeft gekregen in plaats van een zoon, net zoals zij.